# Калтай
Калта́й (рос. Калтай) — село у складі Томського району Томської області, Росія. Адміністративний центр Калтайського сільського поселення.

## Населення
Населення — 1060 осіб (2010; 1048 у 2002).
Національний склад (станом на 2002 рік):
- росіяни — 81 %